# Christian Träsch
Christian Träsch est un footballeur allemand né le 1er septembre 1987 à Ingolstadt. Il évolue actuellement au  FC Gerolfing où il occupe le poste d'entraineur-joueur.

## Biographie
Christian Träsch est un milieu de terrain défensif polyvalent. 
Il fait ses débuts en tant que professionnel contre Schalke 04. Träsch inscrit son premier but pour le VfB Stuttgart le 5 octobre 2008 contre le Werder Brême. 
Le 21 janvier 2009, il prolonge son contrat avec Stuttgart, ce dernier est alors lié au club allemand jusqu'en 2012.

## En sélection
Sa carrière internationale débute avec la Mannschaft le 2 juin 2009. Il remplace Andreas Hinkel dans un match contre les Émirats arabes unis lors d'une tournée amicale en Asie.
Il faisait partie du groupe des 27 pré-sélectionnés par Joachim Löw pour disputer la Coupe du monde 2010 en Afrique du Sud, mais il se blesse et doit déclarer forfait, au même titre que Heiko Westermann, René Adler ou Michael Ballack.

## Palmarès
- Coupe d'Allemagne : 2015 avec VfL Wolsburg
- Supercoupe d'Allemagne : 2015 avec VfL Wolsburg